# Ethnikos Pireu
Ethnikos Piraeus este o echipă de fotbal din Pireu, Grecia. 

## Lotul actual
La 6 august 2013
| Nr. |         | Poziție | Jucător                          |
| --- | ------- | ------- | -------------------------------- |
|     | Grecia  | P       | Giorgos Papafaklis               |
|     | Grecia  | P       | Vasilis Voutsinas (vice-captain) |
|     | Grecia  | P       | Agelos Meimaroglou               |
|     | Grecia  | F       | Hristos Xenitopoulos             |
|     | Grecia  | F       | Dimitris Tsaraousis              |
|     | Grecia  | F       | Apostolos Argyros                |
|     | Albania | F       | Dimitris Mpena                   |
|     | Grecia  | F       | Georgios Syros                   |
|     | Grecia  | F       | Nikolaos Daskalakis              |
|     | Grecia  | F       | Ioannis Helis                    |
|     | Grecia  | F       | Georgios Spilios                 |

| Nr. |         | Poziție | Jucător                       |
| --- | ------- | ------- | ----------------------------- |
|     | Grecia  | F       | Athanasios Gerolymos          |
|     | Grecia  | F       | Konstantinos Polychronidis    |
|     | Grecia  | M       | Isidoros Halimourdas (C)      |
|     | Grecia  | M       | Akis Samiotis (vice-captain)  |
|     | Grecia  | M       | Tasos Bouraimis               |
|     | Grecia  | M       | Efthymios Pavlakis            |
|     | Grecia  | M       | Panagiotis Iliopoulos         |
|     | Grecia  | M       | Alexandros Souflas            |
|     | Grecia  | M       | Argyris Samios                |
|     | Grecia  | A       | Manolis Lygkos (vice-captain) |
|     | Grecia  | A       | Leonidas Gkoroyias            |
|     | Grecia  | A       | Panagiotis Pavlopoulos        |
|     | Albania | A       | Apostolos Stafsoulaj          |
|     | Grecia  | A       | Alexandros Diakakis           |